# معركة بئر العلالي
معركة بير العلالي هي إحدى المعارك الحاسمة التي خاضتها الحركة السنوسية وهي جزء من الحرب السنوسيه الفرنسيه الثانيه ، قاده مهدي السنوسي ضد الاستعمار الفرنسي في منطقة كانم بـتشاد حالياً، وذلك في سياق مقاومة السنوسية للتوسع الفرنسي في أفريقيا الوسطى بين عامي1900 و1902.عقب وصول الإمام المهدي إلى قرو، بدأ في نشر الدعوة الإسلامية، فدخلت قبائل عديدة في الإسلام طوعاً وانضوت تحت راية الزاوية السنوسية. في المقابل، كانت فرنسا تتابع تحركات السنوسيين عن كثب، خاصة بعد انتصارها على مملكة رابح الزبير في معركة لختة عام 1900.أرسل الإمام المهدي الشيخ محمد البراني الساعدي إلى كانم حيث أسس زاوية في بير العلالي، وبدأ بجمع المجاهدين من قبائل التبو، الطوارق، أولاد سليمان، الزوية، والمجابرة.تقدمت القوات الفرنسية نحو المنطقة بقوة مسلحة حديثة، واشتبكت مع السنوسيين في معركة عنيفة انتهت بانتصار المجاهدين، واستشهاد الشيخ عبد الله بن موسى فريطيس. أُرسل دعم إضافي من الإمام المهدي، ثم دارت معركة ثانية سقط فيها أكثر من 100 شهيد من أبرزهم غيث سيف النصر، أبو بكر قويطين، يونس بدر، السنوسي خير الله وشقيقه عبد الله، بينما خسر الفرنسيون 280 جندياً من ضمنهم 25 ضابطاً.